# Lisa Loeb

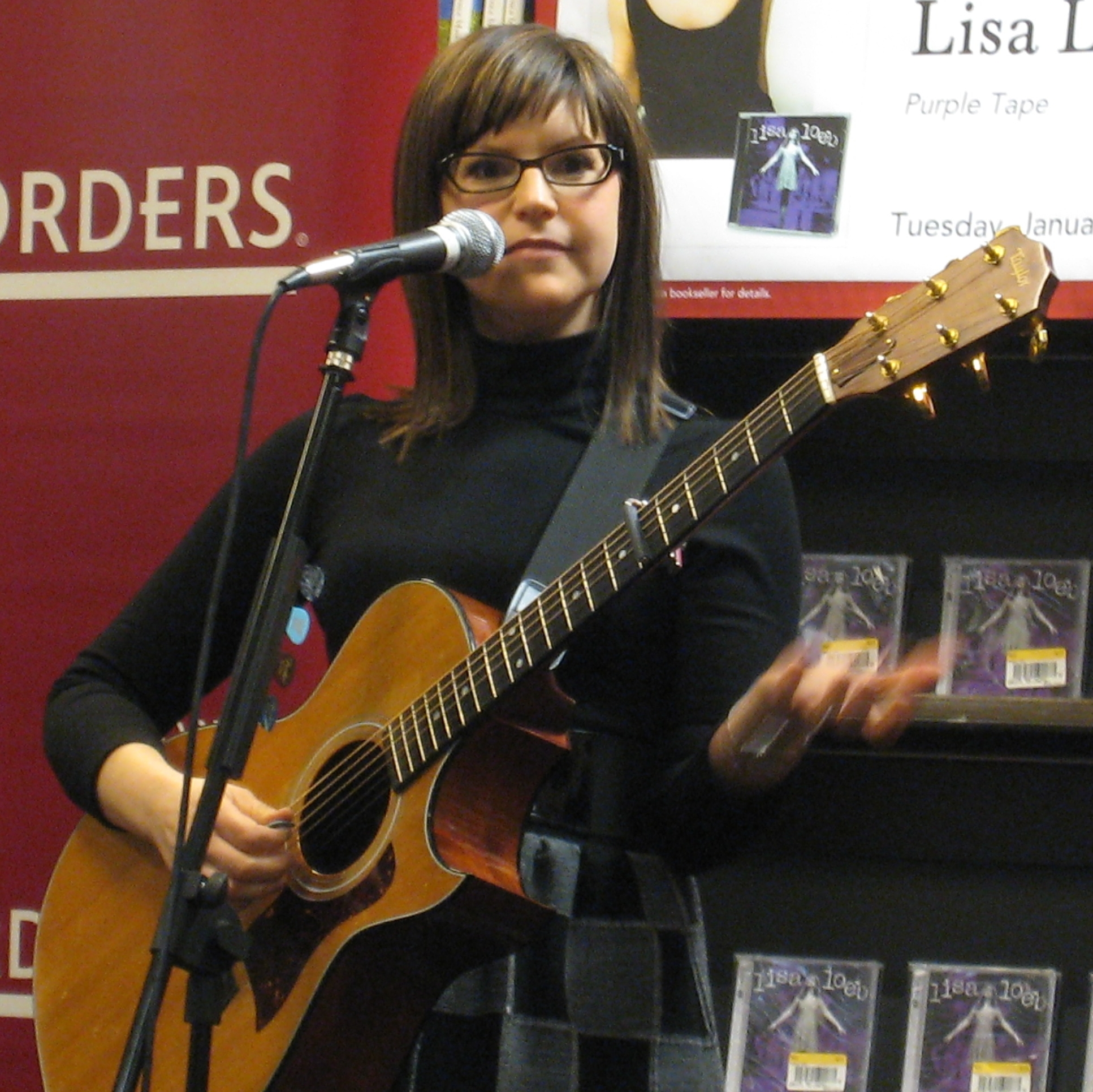
Lisa Loeb, el 2008.

Lisa Anne Loeb (Bethesda, Maryland, 11 de març de 1968) és una cantautora estatunidenca.

## Biografia
Va estudiar a l'institut The Hockaday School de Dallas i després Literatura comparada a la Universitat de Brown, llicenciant-se el 1990. La va descobrir el seu amic i actor Ethan Hawke, i va interpretar "Stay (I Missed You)" a la pel·lícula Reality Bites, cançó per la qual es va fer coneguda.
El seu genuí estil, amb unes ulleres que recorden les de Nana Mouskouri ha estat imitat; entre els dissenyadors que l'han vestit cal destacar Miss Marple i Petro Zillia.

## Discografia
- Liz and Lisa 1989
- Liz and Lisa - Days Were Different 1990
- Purple Tape 1992
- Tails 1994
- Firecracker 1997
- Cake and Pie 2002
- Hello Lisa 2002
- Catch the Moon 2003
- The Way It Really Is 2004

## Filmografia
| Any  | Títol                               | Format                        | Editor                    | Funció                                                |
| ---- | ----------------------------------- | ----------------------------- | ------------------------- | ----------------------------------------------------- |
| 1999 | MADtv                               | Sèrie de televisió de comèdia | WB                        | Cameo                                                 |
| 2003 | Spider-Man: The New Animated Series | sèrie de televisió per nens   | MTV                       | Veu de Mary Jane Watson                               |
| 2004 | Dweezil & Lisa                      | Sèrie de televisió            | Food Network              | Paper principal com ella mateixa, tots els episodis   |
| 2006 | Number 1 Single                     | Sèrie de televisió            | E!                        | Paper principal com ella mateixa, tots els episodis   |
| 2011 | Fright Night                        | llargmetratge                 | Victoria Lee              |                                                       |
| 2012 | Jake and the Never Land Pirates     | sèrie de televisió per nens   | Disney Junyr              | Veu de Princess Winger                                |
| 2014 | Helicopter Mom                      | llargmetratge                 | American Film Productions | Paper de mestre d'institut                            |
| 2015 | Hot Tub Time Machine 2              | llargmetratge                 | Paramount Pictures        | Ella mateixa                                          |
| 2015 | Hell's Kitchen                      | Sèrie de televisió            | Fox Broadcasting Company  | convidat a la taula del xef a la cuina de Meghan Gill |
| 2015 | Community                           | Sèrie de televisió de comèdia | Yahoo!                    | Julie, cantant principal de Natalie is Freezing       |